# Nine Million Bicycles
Nine Million Bicycles is een single van zangeres Katie Melua afkomstig van haar tweede album Piece by Piece. Het nummer kreeg in Nederland bekendheid doordat Katie Melua het mocht zingen op het kerkelijke huwelijk van Prins Pieter-Christiaan met Prinses Anita. 
Het idee om Nine Million Bicycles te schrijven kwam tijdens een tournee door Peking. Een gids had verteld dat er 9 miljoen fietsen zijn in de stad.
De coupletten van het nummer beginnen met een klein feitje, zoals het feit dat er 9 miljoen fietsen in Peking zijn. Vervolgens wordt dit feit bevestigd of in twijfel getrokken, om tot de conclusie te komen dat ze in ieder geval van haar geliefde houdt.
Het nummer kwam onderaan de Top 40 binnen en bleef daar vervolgens hangen, waardoor het leek alsof de plaat snel weer zou dalen. Vanaf week 4 steeg de plaat snel maar vanaf week 7 bleef hij zes weken lang op nummer 9 hangen. Pas in week 16 behaalde Nine Million Bicycles zijn hoogste positie om daarna weer redelijk vlot te dalen.

## Alternatieve versie
In 2005 uitte schrijver en wetenschapper Simon Singh kritiek op Katie Melua voor inaccurate songtekst die verwijst naar de omvang van het waarneembare universum:

We are 12 billion light-years from the edge. That's a guess — no-one can ever say it's true
Vertaald: We bevinden ons 12 miljard lichtjaren van de rand. Dat is een gok — niemand kan zeggen of dat waar is

 Melua en Singh ontmoetten elkaar en Melua nam een ludieke versie van het nummer op dat geschreven was door Singh: 

We are 13.7 billion light-years from the edge of the observable universe; that's a good estimate with well-defined error bars/and with the available information, I predict that I will always be with you 
Vertaald: We bevinden ons 13,7 miljard lichtjaren van de rand van het waarneembare universum; dat is een goede schatting met juist gedefinieerde foutmarges/en met de beschikbare informatie, verwacht ik dat ik voor altijd bij jou zal zijn.

 Later onthulde Melua dat ze 'beter zou moeten weten' aangezien ze op school lid was van een astronomieclub.

## Trivia
- In het boek Hoe word ik een filmster? van Victoria Farkas wordt constant Nine Million Bicycles gezongen.
- Dit is het enige nummer dat vanaf 2005 in de Top 2000 staat en alleen maar in positie gedaald is sinds de eerste notering.

## Hitnotering

### Nederlandse Top 40
| Nine million bicycles in de Nederlandse Top 40 - binnen: 24 september 2005 | Nine million bicycles in de Nederlandse Top 40 - binnen: 24 september 2005 | Nine million bicycles in de Nederlandse Top 40 - binnen: 24 september 2005 | Nine million bicycles in de Nederlandse Top 40 - binnen: 24 september 2005 | Nine million bicycles in de Nederlandse Top 40 - binnen: 24 september 2005 | Nine million bicycles in de Nederlandse Top 40 - binnen: 24 september 2005 | Nine million bicycles in de Nederlandse Top 40 - binnen: 24 september 2005 | Nine million bicycles in de Nederlandse Top 40 - binnen: 24 september 2005 | Nine million bicycles in de Nederlandse Top 40 - binnen: 24 september 2005 | Nine million bicycles in de Nederlandse Top 40 - binnen: 24 september 2005 | Nine million bicycles in de Nederlandse Top 40 - binnen: 24 september 2005 | Nine million bicycles in de Nederlandse Top 40 - binnen: 24 september 2005 | Nine million bicycles in de Nederlandse Top 40 - binnen: 24 september 2005 | Nine million bicycles in de Nederlandse Top 40 - binnen: 24 september 2005 | Nine million bicycles in de Nederlandse Top 40 - binnen: 24 september 2005 | Nine million bicycles in de Nederlandse Top 40 - binnen: 24 september 2005 | Nine million bicycles in de Nederlandse Top 40 - binnen: 24 september 2005 | Nine million bicycles in de Nederlandse Top 40 - binnen: 24 september 2005 | Nine million bicycles in de Nederlandse Top 40 - binnen: 24 september 2005 | Nine million bicycles in de Nederlandse Top 40 - binnen: 24 september 2005 | Nine million bicycles in de Nederlandse Top 40 - binnen: 24 september 2005 | Nine million bicycles in de Nederlandse Top 40 - binnen: 24 september 2005 | Nine million bicycles in de Nederlandse Top 40 - binnen: 24 september 2005 | Nine million bicycles in de Nederlandse Top 40 - binnen: 24 september 2005 | Nine million bicycles in de Nederlandse Top 40 - binnen: 24 september 2005 | Nine million bicycles in de Nederlandse Top 40 - binnen: 24 september 2005 |
| Week                                                                       | 01                                                                         | 02                                                                         | 03                                                                         | 04                                                                         | 05                                                                         | 06                                                                         | 07                                                                         | 08                                                                         | 09                                                                         | 10                                                                         | 11                                                                         | 12                                                                         | 13                                                                         | 14                                                                         | 15                                                                         | 16                                                                         | 17                                                                         | 18                                                                         | 19                                                                         | 20                                                                         | 21                                                                         | 22                                                                         | 23                                                                         | 24                                                                         | 25                                                                         |
| -------------------------------------------------------------------------- | -------------------------------------------------------------------------- | -------------------------------------------------------------------------- | -------------------------------------------------------------------------- | -------------------------------------------------------------------------- | -------------------------------------------------------------------------- | -------------------------------------------------------------------------- | -------------------------------------------------------------------------- | -------------------------------------------------------------------------- | -------------------------------------------------------------------------- | -------------------------------------------------------------------------- | -------------------------------------------------------------------------- | -------------------------------------------------------------------------- | -------------------------------------------------------------------------- | -------------------------------------------------------------------------- | -------------------------------------------------------------------------- | -------------------------------------------------------------------------- | -------------------------------------------------------------------------- | -------------------------------------------------------------------------- | -------------------------------------------------------------------------- | -------------------------------------------------------------------------- | -------------------------------------------------------------------------- | -------------------------------------------------------------------------- | -------------------------------------------------------------------------- | -------------------------------------------------------------------------- | -------------------------------------------------------------------------- |
| Nummer                                                                     | 34                                                                         | 32                                                                         | 31                                                                         | 18                                                                         | 12                                                                         | 10                                                                         | 9                                                                          | 9                                                                          | 9                                                                          | 9                                                                          | 9                                                                          | 9                                                                          | 3                                                                          | 3                                                                          | 3                                                                          | 2                                                                          | 4                                                                          | 9                                                                          | 10                                                                         | 16                                                                         | 19                                                                         | 25                                                                         | 33                                                                         | 33                                                                         | uit                                                                        |

### Vlaamse Ultratop 50
| Nine million bicycles in de Ultratop 50 - binnen: 12 november 2005 | Nine million bicycles in de Ultratop 50 - binnen: 12 november 2005 | Nine million bicycles in de Ultratop 50 - binnen: 12 november 2005 | Nine million bicycles in de Ultratop 50 - binnen: 12 november 2005 | Nine million bicycles in de Ultratop 50 - binnen: 12 november 2005 | Nine million bicycles in de Ultratop 50 - binnen: 12 november 2005 | Nine million bicycles in de Ultratop 50 - binnen: 12 november 2005 | Nine million bicycles in de Ultratop 50 - binnen: 12 november 2005 | Nine million bicycles in de Ultratop 50 - binnen: 12 november 2005 | Nine million bicycles in de Ultratop 50 - binnen: 12 november 2005 | Nine million bicycles in de Ultratop 50 - binnen: 12 november 2005 | Nine million bicycles in de Ultratop 50 - binnen: 12 november 2005 | Nine million bicycles in de Ultratop 50 - binnen: 12 november 2005 | Nine million bicycles in de Ultratop 50 - binnen: 12 november 2005 | Nine million bicycles in de Ultratop 50 - binnen: 12 november 2005 | Nine million bicycles in de Ultratop 50 - binnen: 12 november 2005 | Nine million bicycles in de Ultratop 50 - binnen: 12 november 2005 | Nine million bicycles in de Ultratop 50 - binnen: 12 november 2005 | Nine million bicycles in de Ultratop 50 - binnen: 12 november 2005 | Nine million bicycles in de Ultratop 50 - binnen: 12 november 2005 | Nine million bicycles in de Ultratop 50 - binnen: 12 november 2005 | Nine million bicycles in de Ultratop 50 - binnen: 12 november 2005 | Nine million bicycles in de Ultratop 50 - binnen: 12 november 2005 | Nine million bicycles in de Ultratop 50 - binnen: 12 november 2005 | Nine million bicycles in de Ultratop 50 - binnen: 12 november 2005 | Nine million bicycles in de Ultratop 50 - binnen: 12 november 2005 | Nine million bicycles in de Ultratop 50 - binnen: 12 november 2005 | Nine million bicycles in de Ultratop 50 - binnen: 12 november 2005 | Nine million bicycles in de Ultratop 50 - binnen: 12 november 2005 |
| Week                                                               | 01                                                                 | 02                                                                 | 03                                                                 | 04                                                                 | 05                                                                 | 06                                                                 | 07                                                                 | 08                                                                 | 09                                                                 | 10                                                                 | 11                                                                 | 12                                                                 | 13                                                                 | 14                                                                 | 15                                                                 | 16                                                                 | 17                                                                 | 18                                                                 | 19                                                                 | 20                                                                 | 21                                                                 | 22                                                                 | 23                                                                 | 24                                                                 | 25                                                                 | 26                                                                 | 27                                                                 | 28                                                                 |
| ------------------------------------------------------------------ | ------------------------------------------------------------------ | ------------------------------------------------------------------ | ------------------------------------------------------------------ | ------------------------------------------------------------------ | ------------------------------------------------------------------ | ------------------------------------------------------------------ | ------------------------------------------------------------------ | ------------------------------------------------------------------ | ------------------------------------------------------------------ | ------------------------------------------------------------------ | ------------------------------------------------------------------ | ------------------------------------------------------------------ | ------------------------------------------------------------------ | ------------------------------------------------------------------ | ------------------------------------------------------------------ | ------------------------------------------------------------------ | ------------------------------------------------------------------ | ------------------------------------------------------------------ | ------------------------------------------------------------------ | ------------------------------------------------------------------ | ------------------------------------------------------------------ | ------------------------------------------------------------------ | ------------------------------------------------------------------ | ------------------------------------------------------------------ | ------------------------------------------------------------------ | ------------------------------------------------------------------ | ------------------------------------------------------------------ | ------------------------------------------------------------------ |
| Nummer                                                             | 41                                                                 | 29                                                                 | 20                                                                 | 15                                                                 | 12                                                                 | 8                                                                  | 8                                                                  | 9                                                                  | 8                                                                  | 8                                                                  | 8                                                                  | 9                                                                  | 6                                                                  | 4                                                                  | 5                                                                  | 8                                                                  | 15                                                                 | 18                                                                 | 21                                                                 | 14                                                                 | 13                                                                 | 18                                                                 | 27                                                                 | 39                                                                 | 43                                                                 | 47                                                                 | 49                                                                 | uit                                                                |

### NPO Radio 2 Top 2000
| Nummer met noteringen in de NPO Radio 2 Top 2000 | '05 | '06 | '07 | '08 | '09 | '10 | '11 | '12 | '13 | '14 | '15 | '16 | '17 | '18 | '19  | '20  | '21  | '22  | '23  | '24  |
| ------------------------------------------------ | --- | --- | --- | --- | --- | --- | --- | --- | --- | --- | --- | --- | --- | --- | ---- | ---- | ---- | ---- | ---- | ---- |
| Nine Million Bicycles                            | 23  | 32  | 40  | 58  | 119 | 125 | 214 | 379 | 412 | 472 | 616 | 776 | 845 | 966 | 1110 | 1183 | 1302 | 1447 | 1485 | 1547 |

1. ↑  Een vetgedrukt getal geeft de hoogste notering aan.
2. ↑  2005 was het eerste jaar met een notering voor dit nummer.